# Nguri
Nguri est une localité du Cameroun située dans le département du Donga-Mantung et la Région du Nord-Ouest, à proximité de la frontière avec le Nigeria. Elle fait partie de la commune de Nwa et du canton de Mbaw.

## Population
En 1970 la localité comptait 141 habitants, des Mbaw.
Lors du recensement de 2005, on y a dénombré 547 personnes.